# 伊藤博 (野球)
伊藤 博（いとう ひろし、1965年11月21日 - ）は、日本のアスレティックトレーナー、プロ野球コーチ。プロ野球における選手経験はない。

## 経歴
石神井小3年で野球を始め、上石神井中、国学院久我山高、明治学院大学までプレー。その後セントラルスポーツに入社し、全府中野球倶楽部でも野球を続けながら競泳コーチ、道都大学硬式野球部コーチなどを務めた。
2003年に、読売ジャイアンツに二軍トレーニングコーチとして入団する。2005年に、一軍トレーニングコーチに昇格したが、2007年から、再び二軍トレーニングコーチとなった。2015年シーズン途中、再度一軍トレーニングコーチに配置転換。2018年をもって退団。
2019年より社会人野球の北海道ガスにて野手兼トレーニングコーチを務める。
2021年から星槎道都大学硬式野球部コーチに復帰。

## 詳細情報

### 背番号
- 94 （2003年 - 2004年）
- 78 （2005年 - 2006年）
- 97 （2007年 - 2009年、2016年）
- 122 （2010年）[5]
- 101 （2011年 - 2015年）
- 79 （2017年 - 2018年）